# نصفي الأصابع يربوري
نصفي الأصابع يُرْبوري (الاسم العلمي: Hemidactylus yerburii)، يُعرف أيضًا باسم برص ورقي الأصابع الجنوبي أو برص ورقي الأصابع يربوري.
هو نوع من السحالي تنتمي إلى فصيلة الوزغية. يستوطن غرب آسيا.

## النطاق الجغرافي
يوجد نصفي الأصابع يربوري في جنوب شبه الجزيرة العربية في السعودية واليمن.

## التصنيف
تستند مجموعات نصفي الأصابع يربوري التي أُبلغ عنها من إفريقيا إلى أخطاء في التعريف (H. macropholis)، أو رُقت من نويع إلى نوع كامل، وهي H. montanus و H. pauciporus.

## أصل التسمية
اسم النوع، يربوري، مُهدى لعالم الحشرات الهاوي المقدم جون ويليام يربوري (1847-1927)، الذي قام بجمع النمط النوعي.

## موائله
يوجد نصفي الأصابع يربوري، مع تضمين افرادهُ الأفارقة الذين لم يعدوا مدرجين في هذا النوع، في مجموعة واسعة من الموائل من المناطق الصحراوية الصخرية إلى الموائل النباتية جيدة، بما في ذلك الغابات المتساقطة في الأراضي المنخفضة وأراضي الأشجار القمئية، كما يوجد أيضًا في المباني في السكنية. يوجد على 1500 متر (4900 قدم) فوق سطح البحر.

## التكاثر
نصفي الأصابع يربوري بيوضية التكاثر.

## الوفرة
نصفي الأصابع يربوري نادر جدًا؛ وصف النوع بناءً على أنثى واحدة.

## للاستزادة
- جون أندرسون (عالم الحيوان) (1895). "On a Collection of Reptiles and Batrachians made by Colonel Yerbury at Aden and in its Neighbourhood". Proceedings of the Zoological Society of London 1895: 635–663 + Plates XXXVI–XXXVII. (Hemidactylus yerburii, new species, p. 636, 640–641 + Plate XXXVI, figures 1, 1a, 1b, 1c, 1d, 1e).
- Rösler H (2000). "Kommentierte Liste der rezent, subrezent und fossil bekannten Geckotaxa (Reptilia: Gekkonomorpha)". Gekkota 2: 28–153. ("Hemidactylus yerburyii [sic]", p. 88). (in German).
- Sindaco R، Jeremčenko VK (2008). Reptiles of the Western Palearctic. 1. Annotated Checklist and Distributional Atlas of the Turtles, Crocodiles, Amphisbaenians and Lizards of Europe, North Africa, Middle East and Central Asia. (Monographs of the Societas Herpetologica Italica). Latina, Italy: Edizioni Belvedere. 580 pp. (ردمك 978-88-89504-14-7).
- Sindaco R, Nincheri R، Lanza B (2014). "Catalogue of Arabian reptiles in the collections of the “La Specola” Museum, Florence". Scripta Herpetologica. Studies on Amphibians and Reptiles in honour of Benedetto Lanza 137–164.
- Šmíd J، Shobrak M، Wilms T، Joger U، Carranza S (2016). "Endemic diversification in the mountains: genetic, morphological, and geographical differentiation of the Hemidactylus geckos in southwestern Arabia". Organisms Diversity & Evolution 17: 267–285. ("Hemidactylus yerburyi [sic]").